# Jacki Piper
Jacki Piper, születési nevén Jacqueline Crump, (Birmingham, Warwickshire, Egyesült Királyság, 1946. augusztus 3. –) brit (angol) színpadi és filmszínésznő,  komika. Legismertebb filmszerepeit az 1970-es évek elején, a Folytassa-vígjátéksorozat négy későbbi filmjében játszotta, ahol a sorozatot elhagyó Angela Douglas karakterének helyére lépett, mint „mosolygó kékszemű szőkécske”. A Folytassa-filmek után egy időre visszavonult, családot alapított, később elsősorban televíziós produkciókba tért vissza.

## Élete

### Pályakezdése
Birminghamben született, elemi iskolai tanulmányai után a Birmingham Theatre School színiiskolában tanult és szerzett gyakorlatot. Kiválóan megtanult táncolni is, otthonos volt mind a társasági és modern táncokban, jive-ban, kellemes mezzoszoprán hangján szépen énekelt.

### Színésznői pályája
Színpadon az 1950-es évek közepén debütált, a walesi Rhyl város repertoár-színházában, itt Jacki Crump éven szerepelt a színlapon. Az 1960-as évek végén kapta első filmszerepeit, amelyekhez új művésznevet választott, a Jacki Pipert. (Pletykák szerint már a színházban is noszogatták, hogy keressen jobban csengő művésznevet). 1970-ben szerepelt a Az önmagát kísértő férfi (Lélekszakadt hajsza) című Roger Moore-thrillerben és ugyanekkor debütált Gerald Thomas rendező Folytassa-sorozatában, az ekkor készülő Folytassa a dzsungelben! c. kalandfilm-vígjátékban. Szórakoztató „Tarzan és Jane” típusú párost alkottak Terry Scottal, a nőt még sosem látott dzsungelfiúval. 1970-ben szerepelt még a Doctor in Trouble-ban, mint tőrőlmetszett londoni hackney-lány.
Jacki ezen kívül még három Folytassa-filmben szerepelt: a Folytassa a szerelmet!-ben (1970), Folytassa, amikor Önnek megfelel!-ben (1971) és a Folytassa, főnővér!-ben (1972). A Főnővér forgatásával egyidőben esett teherbe, és később sokat tréfálkozott azon, hogy egy nővel ilyesmi megeshet csupán a pajzán filmjelenek illetlen beszólásai hatására is. A következő évben, 1973-ban a The Love Ban című vígjátékban testhezálló szerepet, egy terhes lányt alakított. Gyermekének megszületése után ritkábban szerepelt.
A mozifilm-forgatással párhuzamosan játszott televíziós sorozatokban is, így a népszerű Z-Cars rendőrfilm-sorozatban, a The Fall and Rise of Reginald Perrin szappanoperában, ahol Esther Pigeon piackutató állandó, visszatérő szerepét vitte, valamint a Dangerfield című orvos-sorozatban. További televíziós sorozatok epizódjaiban jelent meg, így a Thriller c. sorozatban (1975), Az Angyal visszatér-ben (1978), a Backup-ban (1997), a Barbarában (2003) és a Wire in the Blood-ban (2004). A színpadot sem hanyagolta el, a londoni West End produkcióiban játszott a hazai színpadokon és nemzetközi turnékra is járt. 2012-es visszavonulásáig folyamatosan dolgozott különböző filmes, színpadi és televíziós produkciókban.

### Magánélete
Férjével a surrey-i Richmondban él. Két fiuk született. Rendszeresen részt vesznek a Folytassa-vígjátéksorozat még élő szereplőinek baráti összejövetelein, rendezvényein. (1946-os születésével Jacki a sorozat legfiatalabb generációjához tartozik).

## Főbb filmszerepei
- 1967: Softly Softly, tévésorozat, Mary Rhys
- 1969: The Very Merry Widow and How, tévésorozat, Karen Ornskoldsvikson
- 1970: Folytassa a dzsungelben! (Carry on Up the Jungle), June
- 1970, Doctor in Trouble, Cockney-lány
- 1970: Az önmagát kísértő férfi (Lélekszakadt hajsza, The Man Who Haunted Himself), titkárnő
- 1970: The Man Who Had Power Over Women, recepcióslány
- 1970: Folytassa a szerelmet! (Carry on Loving), Sally Martin
- 1971: Folytassa, amikor Önnek megfelel! (Carry on at Your Convenience), Myrtle Plummer
- 1972: Folytassa, főnővér! (Carry On Matron), nővér
- 1973: The Love Ban, terhes leány
- 1974: Z Cars, tévésorozat, Beth Bramley
- 1975: Thriller, tévésorozat, menyasszony
- 1975: The Two Ronnies, tévésorozat, Miss Green / Nő az ágyban / 'P' titkárnője
- 1976: The Dick Emery Show, tévésorozat, önmaga
- 1976–1977: The Fall and Rise of Reginald Perrin, tévésorozat, Esther Pigeon
- 1978: Az Angyal visszatér (Return of the Saint), tévésorozat, Sally
- 1985: Mr. Love, Ida
- 1995: Dangerfield, tévésorozat, Mrs. Talbot
- 1997: Backup, tévésorozat, Foreman bírónő
- 1998: What’s a Carry On?, tévé-dokumentumfilm, önmaga + archív szerepei
- 2000: Ilyen lány kell nekem! (Take a Girl Like You), tévésorozat, Mrs. Bunn
- 2002: Doktorok (Doctors), tévésorozat, Lesley
- 2003: Wire in the Blood, tévésorozat, Mrs. Davis
- 2010: The Unforgettable Terry Scott, tévé-dokumentumfilm, önmaga + archív szerepei
- 2011: Greatest Ever Carry On Films, tévé-dokumentumfilm, önmaga + archív szerepei
- 2012: Run for Your Wife, nővér
- 2015: Carry on Forever, tévé-dokumentumfilm, önmaga + archív szerepei

## További információ
- Jacki Piper a PORT.hu-n (magyarul)
- Jacki Piper az Internetes Szinkronadatbázisban (magyarul)
- Jacki Piper az Internet Movie Database-ben (angolul)
- Jacki Piper a Rotten Tomatoeson (angolul)
- Jacki Piper Profile. Famousfix.com. (Hozzáférés: 2023. január 18.)
- ↑ AndrewRoss:  Andrew Ross. Carry On Actors: The Complete Who’s Who of the Film Series (angol nyelven). Fantom Publishing (2015). ISBN 1-906358-95-8
- ↑ RobertRoss:  Robert Ross. The Carry On Companion. London: B.T. Batsford (2002). ISBN 0-7134-8771-2
- ↑ Webber:  Richard Webber. The Complete A–Z of Everything Carry On. Harper & Collins (2005). ISBN 978-0-0071-8223-7